# داش‌تیمور
داش‌تیمور، روستایی از توابع بخش مرکزی شهرستان مهاباد در استان آذربایجان غربی ایران است.
داش تیمور از توابع مرکزی شهرستان مهاباد میباشد.

## جمعیت
این روستا در دهستان مکریان غربی قرار دارد و براساس سرشماری مرکز آمار ایران در سال ۱۳۸۵، جمعیت آن ۸۴ نفر (۱۴خانوار) بوده‌است.